# Action Time Vision: A Story of Independent UK Punk 1976–1979
Action Time Vision: A Story of Independent UK Punk 1976–1979 es una caja recopilatoria de varios artistas, publicada el 9 de diciembre de 2016 por Cherry Red Records.

## Antecedentes
El 9 de diciembre de 2016, el sello discográfico Cherry Red Records publicó la caja recopilatoria de 4 CDs Action Time Vision: A Story of Independent UK Punk 1976–1979 para celebrar el 40.º aniversario de la música punk. La caja recopilatoria documenta la escena punk independiente en el Reino Unido. Con 111 canciones, Action Time Vision sigue recopilaciones anteriores de Cherry Red dedicadas al indie pop (Scared to Get Happy), shoegaze (Still in a Dream), mod revival (Millions Like Us), heavy psychedelia (I'm a Freak Baby).

## Recepción de la crítica
Action Time Vision: A Story of Independent UK Punk 1976–1979 recibió reseñas positivas de los críticos. En Metacritic, el álbum obtuvo un puntaje promedio de 85 sobre 100, basado en 7 críticas, lo cual indica “aclamación universal”. Mark Deming, escribiendo para AllMusic, describió el repertorio de canciones del álbum como “llenas de energía, pasión y una sensación de descubrimiento”. Deming finalizó su reseña escribiendo: “Este no es ni el primer ni el mejor estudio de la escena punk del Reino Unido de los años 1970, pero Action Time Vision es un tributo impresionante a los primeros movimientos de la cultura indie en Inglaterra, y es excelente para escuchar en todo momento”. Andy Gill de The Independent señaló que tratar de acomodar todo el corpus del punk independiente del Reino Unido en una sola caja es “una tontería”, pero reconoció que la recopilación “hace un trabajo bastante encomiable”.
Chris Todd de The Line of Best Fit destacó que, al igual que las otras cajas recopilatorias antes mencionados de Cherry Red, “evitan los ‘éxitos’ para llegar al corazón odioso y primitivo del género, esta es una excavación de cajas geek en forma de CD, diseñada para entretener y educar”.
En Louder Than War, Ged Babey comentó: “Estadísticamente, hay unas 13 canciones de ‘mierda’ de bandas ‘tontas’ de las 111, que no habría incluido, pero que están más que compensadas por algunas canciones históricas que cambian el juego aquí”. El sitio web dusted finalizó su reseña escribiendo: “[la recopilación] es un material maravilloso, tanto como puro entretenimiento como documento de una era desaparecida”. El sitio web Sunderland Echo le otorgó una calificación de 9 sobre 10, y escribió: “Si está comprando esto por los éxitos, le preguntaría por qué – probablemente ya los haya obtenido, muchas veces. Pero si quieres echar un vistazo más allá de las bandas que llevaron el punk al mainstream, esto es esencial”.
Brad Shepherd de We Are Cult declaró: “Es difícil elegir las pistas realmente destacadas aquí porque hay muchas geniales. Realmente no hay ninguna que quisiera saltarme. Felicitaciones también por incluir «Sick on You» de los fabulosos Hollywood Brats. Grabado en 1973, esto realmente es punk antes de que existiera el punk y es perfecto para incluirlo aquí”.
El crítico de música Nik la describió como “posiblemente la mejor colección de las raíces de la escena punk británica jamás compilada”, mientras que John Deaux la describió como “una compra imprescindible para los que estuvieron y no estuvieron allí para presenciar inseguros la última gran revolución musical”. The Arts Desk escribió: “Action Time Vision triunfa como un batiburrillo: una colección verité tan desordenada como los tiempos narrados. [...] Action Time Vision iniciará discusiones, pero no las resolverá”.

## Lista de canciones
| Disco uno |                                           |                                |          |  |
| N.º       | Título                                    | Artista                        | Duración |  |
| 1.        | «New Rose»                                | The Damned                     |          |  |
| 2.        | «Outside View»                            | Eater                          |          |  |
| 3.        | «Television Screen»                       | The Radiators from Space       |          |  |
| 4.        | «Fascist Dictator»                        | The Cortinas                   |          |  |
| 5.        | «Lookalikes»                              | The Drones                     |          |  |
| 6.        | «Shadow»                                  | The Lurkers                    |          |  |
| 7.        | «I Can't Stand My Baby»                   | The Rezillos                   |          |  |
| 8.        | «I'm Alive»                               | 999                            |          |  |
| 9.        | «No One»                                  | Johnny Moped                   |          |  |
| 10.       | «I Don't Wanna»                           | Sham 69                        |          |  |
| 11.       | «Mucky Pup»                               | Puncture                       |          |  |
| 12.       | «Terminal Stupid»                         | The Snivelling Shits           |          |  |
| 13.       | «Worthless Trash»                         | The Vacants                    |          |  |
| 14.       | «Hungry»                                  | The Zeros                      |          |  |
| 15.       | «Chelsea 77»                              | Maniacs                        |          |  |
| 16.       | «One to Infinity»                         | The Outsiders                  |          |  |
| 17.       | «Johnny Won't Get to Heaven»              | The Killjoys                   |          |  |
| 18.       | «Saints and Sinners»                      | Johnny and the Self Abusers    |          |  |
| 19.       | «Withdrawal»                              | The Unwanted                   |          |  |
| 20.       | «Teenage Treats»                          | The Wasps                      |          |  |
| 21.       | «Youthanasia»                             | The Pigs                       |          |  |
| 22.       | «Radio Call Sign»                         | Lockjaw                        |          |  |
| 23.       | «Venus Eccentric»                         | Neon Hearts                    |          |  |
| 24.       | «Get Your Woofing Dog Off Me»             | Jerks                          |          |  |
| 25.       | «Modern Politics»                         | The Panik                      |          |  |
| 26.       | «New Religion»                            | Some Chicken                   |          |  |
| 27.       | «Radio Wunderbar»                         | The Carpettes                  |          |  |
| 28.       | «Love and a Molotov Cocktail»             | The Flys                       |          |  |
| 29.       | «Gobbing on Life»                         | Alberto y Lost Trios Paranoias |          |  |
| 30.       | «Lovers of Today»                         | The Only Ones                  |          |  |
| 31.       | «Nothing to Declare» (live at the Vortex) | Suspects                       |          |  |

| Disco dos |                                        |                      |          |  |
| N.º       | Título                                 | Artista              | Duración |  |
| 1.        | «Read About Seymour»                   | Swell Maps           |          |  |
| 2.        | «Safety Pin Stuck in My Heart»         | Patrik Fitzgerald    |          |  |
| 3.        | «No Leaders» (demo)                    | The Boys             |          |  |
| 4.        | «Office Girl»                          | The Stoat            |          |  |
| 5.        | «I Don't Need You»                     | Acme Sewage Co.      |          |  |
| 6.        | «Speed Freak»                          | V2                   |          |  |
| 7.        | «Give It All to Me»                    | Bazoomis             |          |  |
| 8.        | «Moving Target»                        | Raped                |          |  |
| 9.        | «I Hate the Whole Human Race»          | Big G                |          |  |
| 10.       | «Gimme Your Heart»                     | Subs                 |          |  |
| 11.       | «That's Too Bad»                       | Tubeway Army         |          |  |
| 12.       | «Blank Generation»                     | The Xtraverts        |          |  |
| 13.       | «Door in My Face»                      | Fruit Eating Bears   |          |  |
| 14.       | «System»                               | Front                |          |  |
| 15.       | «You Make Me Sick»                     | Satan's Rats         |          |  |
| 16.       | «Suspect Device»                       | Stiff Little Fingers |          |  |
| 17.       | «G.L.C.»                               | Menace               |          |  |
| 18.       | «Gutter Kids»                          | The Dyaks            |          |  |
| 19.       | «Reasons»                              | Skids                |          |  |
| 20.       | «Big Time»                             | Rudi                 |          |  |
| 21.       | «I Am a Dalek»                         | The Art Attacks      |          |  |
| 22.       | «On Me»                                | Bears                |          |  |
| 23.       | «Pseudo Punk»                          | O Level              |          |  |
| 24.       | «Solitary Confinement»                 | The Members          |          |  |
| 25.       | «King of the Bop»                      | Nipple Erectors      |          |  |
| 26.       | «The Murder of Liddle Towers»          | Angelic Upstarts     |          |  |
| 27.       | «Bunch of Stiffs» (live at the Vortex) | Mean Street          |          |  |

| Disco tres |                                            |                            |          |  |
| N.º        | Título                                     | Artista                    | Duración |  |
| 1.         | «Action Time Vision»                       | Alternative TV             |          |  |
| 2.         | «I Don't Want My Heart»                    | Social Security            |          |  |
| 3.         | «Bad Hearts»                               | The Tights                 |          |  |
| 4.         | «Cosmonauts»                               | Riff Raff                  |          |  |
| 5.         | «New Wave Love»                            | The Dole                   |          |  |
| 6.         | «Failures»                                 | Joy Division               |          |  |
| 7.         | «19 and Mad»                               | Leyton Buzzards            |          |  |
| 8.         | «Little Miss Perfect»                      | Demon Preacher             |          |  |
| 9.         | «Just Another Teenage Rebel»               | The Outcasts               |          |  |
| 10.        | «Psycho Mafia»                             | The Fall                   |          |  |
| 11.        | «Urban Kids»                               | Chelsea                    |          |  |
| 12.        | «Don't Ring Me Up»                         | Protex                     |          |  |
| 13.        | «Gordon»                                   | The Cravats                |          |  |
| 14.        | «England '77»                              | Horrorcomic                |          |  |
| 15.        | «C.I.D.»                                   | U.K. Subs                  |          |  |
| 16.        | «6,000 Crazy»                              | Spizzoil                   |          |  |
| 17.        | «I Don't Care» (full version)              | The Dodgems                |          |  |
| 18.        | «Kicks in Style»                           | The Users                  |          |  |
| 19.        | «Elvis Is Dead»                            | Peter and Test Tube Babies |          |  |
| 20.        | «In a Rut»                                 | The Ruts                   |          |  |
| 21.        | «Drums over London»                        | Disco Zombies              |          |  |
| 22.        | «Never Been So Stuck»                      | Nicky & the Dots           |          |  |
| 23.        | «Wot's for Lunch Mum? (Not B****s Again!)» | The Shapes                 |          |  |
| 24.        | «Breaking Point»                           | No Way                     |          |  |
| 25.        | «New Way»                                  | The Wall                   |          |  |
| 26.        | «Sick on You»                              | The Hollywood Brats        |          |  |

| Disco cuatro |                                         |                       |          |  |
| N.º          | Título                                  | Artista               | Duración |  |
| 1.           | «Zerox»                                 | Adam and the Ants     |          |  |
| 2.           | «Death to Disco»                        | Notsensibles          |          |  |
| 3.           | «Danger Love»                           | The Vice Creems       |          |  |
| 4.           | «D.N.A.»                                | Murder the Disturbed  |          |  |
| 5.           | «Flares 'n' Slippers»                   | Cockney Rejects       |          |  |
| 6.           | «Totally Useless»                       | Psykik Volts          |          |  |
| 7.           | «The End of Civilisation»               | The Molesters         |          |  |
| 8.           | «Hipocrite»                             | The Newtown Neurotics |          |  |
| 9.           | «These Boots Are Made for Walking»      | Pure Hell             |          |  |
| 10.          | «Timewall»                              | Fire Exit             |          |  |
| 11.          | «King of Kings»                         | The Pack              |          |  |
| 12.          | «Dumb Dumb»                             | Steroid Kiddies       |          |  |
| 13.          | «Time Tunnel»                           | English Subtitles     |          |  |
| 14.          | «Soft Ground»                           | The Proles            |          |  |
| 15.          | «Easy Way Out»                          | The Adicts            |          |  |
| 16.          | «My Friends»                            | The Dark              |          |  |
| 17.          | «I Must Be Mad»                         | Woody & the Splinters |          |  |
| 18.          | «Why Are Fire Engines Red»              | Victim                |          |  |
| 19.          | «Anthem»                                | The X-Certs           |          |  |
| 20.          | «Slag»                                  | F-X                   |          |  |
| 21.          | «Future Rights»                         | The Rivals            |          |  |
| 22.          | «I've Been Hurt (So Many Times Before)» | Silent Noise          |          |  |
| 23.          | «Nothing»                               | Vice Squad            |          |  |
| 24.          | «Things in General»                     | The Prefects          |          |  |
| 25.          | «1970's Have Been Made in Hong Kong»    | The Licks             |          |  |
| 26.          | «Violence Growns»                       | Fatal Microbes        |          |  |
| 27.          | «Under the Doctor»                      | Poison Girls          |          |  |